# Emma Locatelli
Emma Locatelli est une femme de lettres et romancière française.

## Biographie
Diplômée de la Sorbonne, Emma Locatelli partage son temps entre l'écriture et son métier de professeur d'histoire dans la région parisienne. Elle a publié une biographie romancée d'Héliogabale et un thriller historique, Maleficus, autour d'une affaire de sorcellerie au XVIIe siècle. Son autre roman Les Haines pures (Albin Michel, 2013) s'inscrit dans le climat oppressant de l'immédiat après-guerre. Il a reçu le prix des lecteurs du Festival du livre de Mouans-Sartoux, le Prix de la librairie Hisler Even 2013 de Metz et le prix Coup de Cœur de la 25e heure du livre du Mans.

## Œuvres
- Le Scandaleux Héliogabale : empereur, prêtre et pornocrate. Paris : Nouveau Monde éd., 11/2006, 608 p.  (ISBN 978-2-84736-187-2)
- Maleficus. Paris : Nouveau Monde éd., 06/2007, 601 p.  (ISBN 978-2-84736-251-0) ; rééd. Pocket n° 13862, 09/2009, 665 p.  (ISBN 978-2-266-18825-8)
- Les Haines pures. Paris : Albin Michel, 02/2013, 372 p.  (ISBN 978-2-226-24687-5) ; rééd. Le Livre de poche n° 34026, 02/2016, 378 p.  (ISBN 978-2-253-08710-6)